# Grammy Awards de 1960
A 2.ª cerimônia anual do Grammy Awards foi realizada em 29 de novembro de 1959, em Los Angeles e Nova Iorque. Apresentando por Meredith Willson, esta foi a primeira cerimônia televisionada do Grammy Award, e foi ao ar em episódios especiais como o Sunday Showcase. Foi realizada no mesmo ano em que o primeiro Grammy Awards em 1959. O evento contemplou trabalho de melhores gravações, composições e artistas do ano anterior.

## Vencedores

### Geral
| Gravação do ano - "Mack the Knife" – Bobby Darin              | Álbum do ano - Come Dance with Me! – Frank Sinatra |
| Canção do ano - "The Battle of New Orleans" – Jimmy Driftwood | Artista revelação - Bobby Darin                    |

### Infantil
| Melhor Gravação Infantil - Prokofiev: Peter and the Wolf – Peter Ustinov |

### Clássica
| Melhor Performance Orquestral - Debussy: Images for Orchestra – Charles Münch & Boston Symphony Orchestra                                                                                  | Melhor Performance Clássica - Bjoerling in Opera – Jussi Björling                                                                     |
| Melhor Gravação de Ópera - Mozart: The Marriage of Figaro – Erich Leinsdorf, Lisa Della Casa, Rosalind Elias, George London, Roberta Peters, Giorgio Tozzi & Vienna Philharmonic Orchestra | Melhor Performance Clássica Solo - Rachmaninoff: Piano Concerto No. 3 – Kiril Kondrashin, Van Cliburn & Symphony of the Air Orchestra |
| Melhor Performance Clássica Solo ou Dupla - Beethoven: Sonatas No. 21 in C (Waldstein) e No. 18 in E Flat – Arthur Rubinstein                                                              | Melhor Performance de Música de Câmara - Beethoven: Sonatas No. 21 in C (Waldstein) e No. 18 in E Flat – Arthur Rubinstein            |

### Comédia
| Melhor Álbum Musical de Comédia - The Battle of Kookamonga – Homer and Jethro | Melhor Álbum Falado de Comédia - Inside Shelley Berman – Shelley Berman |

### Composição e arranjos
| Melhor Composição Instrumental - Anatomy of a Murder (Soundtrack) – Duke Ellington | Melhor Trilha Sonora Original para Mídia Visual - Anatomy of a Murder – Duke Ellington |
| Melhor Arranjo - Come Dance with Me! – Billy May                                   |                                                                                        |

### Country
| Melhor Single Country - "The Battle of New Orleans" – Johnny Horton |

### Folk
| Melhor Gravação Folk - The Kingston Trio at Large – The Kingston Trio |

### Jazz
| Melhor Improvisação Solo de Jazz - Ella Swings Lightly – Ella Fitzgerald | Melhor Performance Instrumental Solo de Jazz - I Dig Chicks – Jonah Jones |

### Teatro musical
| Melhor Trilha Sonora de Musical - Gypsy – Ethel Merman - Redhead – Gwen Verdon | Melhor Trilha Sonora ou Gravação Original para Filme ou Televisão - Porgy and Bess – André Previn & Ken Darby |

### Capa e encarte
| Melhor Capa - Shostakovich: Symphony No. 5 – Robert M. Jones |

### Pop
| Melhor Performance Feminina Pop - "But Not for Me" – Ella Fitzgerald                                   | Melhor Performance Masculina Pop - Come Dance with Me! – Frank Sinatra |
| Melhor Performance por um Grupo Vocal ou Coral - "The Battle Hymn of the Republic" – Richard P. Condie | Melhor Performance de Orquestra - Anatomy of a Murder – Duke Ellington |
| Melhor Performance de Orquestra ou Instrumentalista - Like Young – André Previn & David Rose           | Melhor Canção Contemporânea - "Midnight Flyer" – Nat "King" Cole       |

### Produção e engenharia
| Melhor Álbum de Engenharia, Não-Clássico - Belafonte at Carnegie Hall – Robert Simpson         | Melhor Álbum de Engenharia, Clássico - Victory at Sea, Vol. I – Lewis W. Layton, Robert Russell Bennett & RCA Victor Symphony Orchestra |
| Melhor Engenharia de Gravação – Efeitos Especiais ou Inéditos - "Alvin's Harmonica" – Ted Keep | |

### R&B
| Melhor Performance de R&B - "What a Diff'rence a Day Makes" – Dinah Washington |

### Falado
| Melhor Álbum Falado - A Lincoln Portrait – Carl Sandburg |